# تيم فوغلر
تيم فوغلر (بالإنجليزية: Tim Vogler)‏ هو لاعب كرة قدم أمريكية أمريكي، ولد في 2 أكتوبر 1956 في تروي في الولايات المتحدة.

## وصلات خارجية
- تيم فوغلر على موقع مرجع كرة القدم المحترفة.كوم (الإنجليزية)